# Vila Gertrudes
Vila Gertrudes é um bairro nobre da Zona Oeste da cidade de São Paulo, localizado no distrito do Itaim Bibi, administrado pela Subprefeitura de Pinheiros. É um dos bairros que constituem a região do Brooklin Novo. Limita-se com os bairros de Cidade Monções, Vila Cordeiro, Chácara Santo Antônio e o distrito do Morumbi do outro lado do Rio Pinheiros. Localizado no quadrilátero entre Marginal Pinheiros, a Avenida Morumbi, a Rua Jaceru e Av. Roque Petroni Júnior.

## Histórico
Antes da chegada dos colonizadores, a área que hoje conhecemos a região em que  era habitada por povos indígenas, que utilizavam a região principalmente para caça e coleta. Com a colonização, a terra começou a ser dividida em sesmarias, grandes porções de terra concedidas pela Coroa Portuguesa a colonos para cultivo e desenvolvimento. 
Apesar da influência do extinto município de Santo Amaro, que foi incorporado à cidade de São Paulo em 1935, onde havia grande quantidade de alemães e teuto-brasileiros, os primeiros a se estabelecerem no local foram italianos e portugueses, atraídos pelos preços mais acessíveis em comparação com bairros como o Bixiga.
Como o bairro está localizado no na várzea do Rio Pinheiros houve maior importância urbanistica da região após  as obras de retificação do rio. Anteriormente a várzea era um imenso capinzal ao longo das margens do rio, pontilhada por olarias e portos de areia. A economia local girava em torno dessas atividades: a retirada de areia do rio, os portos de areia e as olarias que forneciam tijolos e telhas para construções.
O engenheiro Alberto Kulhmann, projetou extensa ferrovia que partiria de Vila Mariana e se estenderia até o sul da Província de São Paulo. O trem passaria por Santo Amaro e faria o transporte de madeiras e gêneros alimentícios. Em parceria com Eusébio Vaz Lobo da Câmara Leal, o projeto da linha foi anunciado: "A linha de Carris de Ferro de São Paulo à vila de Santo Amaro parte desta Capital, na Rua da Liberdade, esquina com a São Joaquim, e segue pela Estrada Vergueiro, quando completamente terminada, a linha terá 15 quilômetros."
Em 14 de março de 1886 foi inaugurada nova estrada de ferro. A linha seguia pelas atuais Rua Vergueiro, Rua Domingos de Morais, Avenida Jabaquara, até o local onde hoje está a Igreja de São Judas Tadeu. Ali ficava a estação "do encontro", onde os trenzinhos faziam reabastecimento de combustível e água. O percurso completo era feito em aproximadamente uma hora e meia. A linha continuava por vastos campos, onde hoje estão os bairros do Jardim Aeroporto e Campo Belo, alcançando o Brooklin Paulista e a atual região do Brooklin Novo. Ali, havia curvas extremamente fechadas, conhecidas como "Volta Redonda". A linha seguia pela atual Chácara Flora e entrava em Santo Amaro. Após a liquidação da Companhia Carris de Ferro São Paulo-Santo Amaro em 1900, a Companhia Light assumiu a linha a vapor até 1913, quando propôs a instalação de serviços de luz elétrica e bondes. A linha de bonde seguia um trajeto diferente da antiga ferrovia, conectando Santo Amaro à capital e promovendo o desenvolvimento da região, com um aumento significativo no interesse imobiliário na região.
O século XX foi um período de urbanização acelerada para a região do futuro bairro de Vila Gertrudes. O desenvolvimento industrial em São Paulo impulsionou a migração de pessoas de outras regiões do Brasil e de outros países, especialmente italianos e japoneses, que buscaram melhores oportunidades econômicas. A chegada de imigrantes trouxe uma diversidade cultural significativa, influenciando a arquitetura e a cultura do bairro.
Entre 1910 e 1920, surgiram as primeiras ruas, que eram passagens entre as chácaras, e o loteamento em pequenas chácaras de um hectare. As chácaras produziam verduras e legumes para abastecimento local e dos bairros vizinhos. A região atual chamada Brooklin Novo foi resultado da fusão de três grandes loteamentos da propriedade da Fazenda Casa Grande. O primeiro, projetado por Júlio Klaunig e Álvaro Rodrigues, localizava-se entre a Avenida Santo Amaro e Marginal Pinheiros, limitando-se de um lado com Avenida Morumbi e de outro, com as Águas Espraiadas, formando os bairros de Vila Cordeiro e Cidade Monções. O segundo loteamento lançado por Afonso de Oliveira Santos, desenvolveu o Jardim das Acácias e Vila Gertrudes, situado entre a Avenida Morumbi e a Avenida Roque Petroni Júnior.  O nome "Vila Gertrudes" homenageia Gertrudes, uma figura ligada a uma das famílias proprietárias de terras na região. O nome das vias do bairro reflete tanto essa herança familiar quanto figuras históricas e culturais brasileiras.
Após 1945, São Paulo entrou em uma nova fase de expansão industrial, que valorizou os terrenos próximos ao centro e incentivou o uso de áreas mais afastadas. As indústrias, especialmente as de grande porte, passaram a exigir amplos espaços, levando à ocupação de terras anteriormente subutilizadas. A facilidade de transporte, juntamente com a abundância de água e facilidade para escoamento de resíduos, atraiu várias indústrias pesadas para a região.

## Atualidade
Hoje é um bairro em processo de transição, antigos galpões, zonas de casário baixo e terrenos de extintas indústrias se modificaram em centros comerciais, edifícios de alto-padrão e escritórios corporativos. A urbanização trouxe desafios, o principal deles, a integração de áreas verdes, praticamente inexistentes no bairro.
O bairro está situado em uma região de relevo levemente ondulado, com altitudes que variam em torno de 760 metros acima do nível do mar. O bairro é conhecido por sua proximidade com grandes centros comerciais, como o Morumbi Shopping e o Market Place. É servido por transporte público, com diversas linhas de ônibus e a proximidade da Estação Morumbi.
Possui em seu território, múltiplos hotéis, a sede da Vivo - Telefônica Brasil (sede Chucri Zaidan), o Teatro Vivo, o Colégio Anhembi Morumbi, a subestação elétrica ETD Morumbi, o Market Place Shopping Center e o RochaVerá Plaza.  o Instituto Nacional De Processamento De Embalagens Vazias, empreendimentos de coworking e TI: Pay4Fun, Think Ball & Sports Consulting, Casa Oracle, Sekron Digital, Telium Networks, o Microsoft Reactor São Paulo (primeiro da América Latina). Mediante a carência de terrenos nos bairros de Vila Olímpia, Vila Cordeiro, Itaim Bibi recebe nos últimos anos uma miríade de lançamentos imobiliários de edifícios de alto padrão como: Cyrela Eden Park by Dror, Co.W. Berrini, O Parque - Gamaro, Condomínio Follow - the Eureka Building, Condominio Edifício Privilège, Vetrino Brooklin by Cyrela, Energy Brooklin, dentre outros empreendimentos imobiliários que evocam o nome "Brooklin", havendo uma manhattanização do bairro com a perda do casário baixo prévio.